# イーストマン・ケミカル
イーストマン・ケミカル・カンパニー（Eastman Chemical Company NYSE: EMN）は、アメリカ合衆国テネシー州の化学製造企業。1920年にイーストマン・コダックから分社される形で設立され、1993年に独立。コポリエチレン樹脂（グリコール変性ポリエチレンテレフタレート系）のトライタン（Tritan）やセルロース樹脂テナイト（TENITE）を開発した。